# Зак Шторм
«Зак Шторм» (англ. Zak Storm: Super Pirate) — комп'ютерний анімаційний дитячий мультсеріал виробництва французьких і південнокорейських студій Zagtoon, Method Animation, De Agostini Editore, SAMG Animation, MNC Animation та Action Man. Прем'єра відбулася на телеканалі «Canal J» у Франції 2 грудня 2016 року. Прем'єра в Україні — 23 лютого 2018 року на телеканалі «ПлюсПлюс».

## Сюжет
Мультсеріал оповідає про пригоди підлітка-серфера Зака, дуже впертого і заповзятливого хлопця, який потрапив у Бермудський трикутник, необачно взявши батьковий амулет. Цей амулет переносить його в одне з семи морів трикутника та привертає увагу живого корабля «Хаоса». На борту «Хаоса» Зак зустрічає привида Кловіса, котрий пояснює, що все, зникле на світі, потрапляє в Бермудський трикутник. За легендою, єдиний спосіб повернутися — це стати володарем усіх семи морів. Амулет у той же час шукає Черепань і доручає своєму слузі-скелету Золотокосту розшукати чарівний предмет. Заку вдається відбитися від Золотокоста завдяки живому мечеві Калабрасу. Хлопець приймає командування «Хаосом» аби знайти шлях додому.
Зак набирає команду, що складається з таких же гостей у Бермудському трикутнику: Калабраса, першого помічника — принцеси Атланти Сісі, тугодума-вікінга з важким кулаком Кроґара, нервового космічного мандрівника Карамби і привида Кловіса. Вони беруть собі назву «Сім К» і, плаваючи морями, шукають спосіб повернутися додому та завадити лиходію Черепаню отримати Калабраса та знайти шлях в інші світи.
Зак вчиться користуватися стихійними силами Калабраса та розшукує Орієнтир, здатний вказати вихід із Бермудського трикутника. Команда знайомиться з винахідником Раймонді, якого потім захоплює Черепань і примушує створити восьме око для Калабраса — Око Порожнечі. Черепаню вдається викрасти Калабраса і активувати Око. Коли Зак із друзями перемагають Черепаня та повертають Калабраса, створюють портал, що, як виявляється, веде в інше, ще недосліджене море.

## Головні герої
Команда «Сім К»: 
- Конрад Закарі Шторм — 14-річний головний герой мультсеріалу. Підліток-серфер, який потрапив у Бермудський трикутник, капітан корабля, закоханий у Сісі. Єдиний, хто може отримувати силу від чарівного меча.
- Кловіс — 8-річний привид, який прикутий до «Хаосу» і шукає своє тіло. Може відчувати, як почувається корабель.
- Кріста Коралін Лежен (скорочено Сісі) — 14-річна принцеса Атлантиди, старший помічник Зака. Добре стріляє з арбалета й є стратегом команди. Не підозрює, що подобається Заку, хоч він і сам подобається їй.
- Кроґар — 16-річний вікінг, не дуже кмітливий, але дуже сильний, говорить про себе у третій особі однини і вигукує свій бойовий клич «Рагнарок!»
- Карамба — малий зелений іншопланетянин з імперії Ворк (англ. Empire Work) у екзоскелеті. Мозок і винахідник команди.
- Калабрас — чарівний меч Зака, здатний перетворюватися на іншу зброю силою амулетів Очей семи морів. Кожне перетворення потребує енергії та часу на перезарядку. Колись Калабрас був людиною, але мало про це розповідає.
- Хаос — високотехнологічний живий корабель, який не розмовляє, але виконує накази і вважається членом команди. «Хаос» — це поєднання магії і технології. Має органи, як жива істота.

Антагоністи:
- Черепань — наймогутніший лиходій всього Трикутника, який намагається вкрасти сім Очей і захопити Зака. Має своє лігво — Порожнечу (англ. Netherwhere), також є охоронцем Орієнтира моря Вапіра.
- Золотокіст — слуга Черепаня, капітан корабля «Демоніяк», генерал армії скелетів. Ненавидить Зака, оскільки, попри те, що Зак ще підліток, він постійно програє йому.

Другорядні:
- Сасафрас — стара і жадібна відьма. Готова допомагати іншим, але зробить це лише тоді, коли їй заплатять дублонами. Як показано в одній із серій, вона може говорити з духами, коли ніхто інший не може їх бачити й чути.
- Раймонді — винахідник, який допомагає команді «Сім К», а потім опиняється в полоні Черепаня.

## Український дубляж
- Зак Шторм — Віктор Григор'єв
- Кловіс — Анастасія Жарнікова-Зіновенко, Анна Дончик (з 26 серії)
- Сісі — Анастасія Жарнікова-Зіновенко, Єлизавета Зіновенко (деякі серії)
- Кроґар — Дмитро Завадський
- Карамба — Олександр Погребняк, Сергій Могилевський (26 серія)
- Калабрасс — Євген Пашин
- Черепань — Михайло Жонін, Юрій Кудрявець (25 серія)
- Золотокіст — Андрій Твердак, Дмитро Завадський (26 серія)

Мультсеріал дубльовано студією «1+1» у 2018 році.

## Епізоди
| Номер | Назва                   | Дата виходу в США (Discovery Family) | Дата виходу в Україні |
| ----- | ----------------------- | ------------------------------------ | --------------------- |
| 01    | Початок. Частина 1      | 14 жовтня 2017                       | 23 лютого 2018        |
| 02    | Початок. Частина 2      | 14 жовтня 2017                       | 24 лютого 2018        |
| 03    | Морлок Нестримний       | 21 жовтня 2017                       | 25 лютого 2018        |
| 04    | Відьма за бортом        | 28 жовтня 2017                       | 26 лютого 2018        |
| 05    | Точка замерзання        | 4 листопада 2017                     | 27 лютого 2018        |
| 06    | Голос Хаоса             | 11 листопада 2017                    | 28 лютого 2018        |
| 07    | Полювання на тролів     | 18 листопада 2017                    | 1 березня 2018        |
| 08    | Загартований вогнем     | 12 травня 2018                       | 2 березня 2018        |
| 09    | Сім морів               | 25 листопада 2017                    | 3 березня 2018        |
| 10    | Маяк душі               | 12 травня 2018                       | 4 березня 2018        |
| 11    | Битва в пустелі         | 19 травня 2018                       | 5 березня 2018        |
| 12    | Віднесені привидами     | 2 грудня 2017                        | 6 березня 2018        |
| 13    | Втеча з в'язниці        | 26 травня 2018                       | 7 березня 2018        |
| 14    | Обмін                   | 9 грудня 2017                        | 8 березня 2018        |
| 15    | Медуза з легенди        | 16 грудня 2017                       | 9 березня 2018        |
| 16    | Апокаліпсис             | 2 червня 2018                        | 10 березня 2018       |
| 17    | Останній політ Ікара    | 9 червня 2018                        | 11 березня 2018       |
| 18    | Лабіринт Мінотавра      | 16 червня 2018                       | 12 березня 2018       |
| 19    | Лемурія атакує          | 23 грудня 2017                       | 13 березня 2018       |
| 20    | Бунт на Демоніяці       | 23 грудня 2017                       | 14 березня 2018       |
| 21    | Кроґар могітній         | 23 червня 2018                       | 15 березня 2018       |
| 22    | Центр циклона           | 30 червня 2018                       | 16 березня 2018       |
| 23    | Дзвінок з пригодами     | 7 липня 2018                         | 17 березня 2018       |
| 24    | Мудрець                 | 14 липня 2018                        | 18 березня 2018       |
| 25    | Втеча з Порожнечі       | 21 липня 2018                        | 19 березня 2018       |
| 26    | Термальний шок          | 15 вересня 2018                      | 20 березня 2018       |
| 27    | Відпочинок              | 15 вересня 2018                      | 21 березня 2018       |
| 28    | Випробування вогнем     | 22 вересня 2018                      | 22 березня 2018       |
| 29    | Давній друг Калабраса   | 29 вересня 2018                      | 23 березня 2018       |
| 30    | Гнів Блікс              | 6 жовтня 2018                        | 24 березня 2018       |
| 31    | Тіло Калабраса          | 13 жовтня 2018                       | 25 березня 2018       |
| 32    | Острів загублених дітей | 20 жовтня 2018                       | 26 березня 2018       |
| 33    | Тана Лост               | 27 жовтня 2018                       | 27 березня 2018       |
| 34    | Поміж зірок             | 3 листопада 2018                     | 28 березня 2018       |
| 35    | Дружба вікінгів         | 10 листопада 2018                    | 29 березня 2018       |
| 36    | Двійник                 | 17 листопада 2018                    | 30 березня 2018       |
| 37    | Вибір Зака              | 1 грудня 2018                        | 31 березня 2018       |
| 38    | Втрачена куля           | 8 грудня 2018                        | 1 квітня 2018         |
| 39    | Останній охоронець      | 15 грудня 2018                       | 2 квітня 2018         |

## Оцінки й відгуки
На IMDb середня оцінка серіалу склала 6,4/10.
Згідно з Common Sense Media, серіал має непогану графіку та містить багато зображень нешкідливого насильства, проте героїв складно назвати хорошими прикладами для наслідування. Практично вся команда Зака існує тільки для того, щоб нагадувати про його винятковість, однак ці слова незаслужені. «Інші персонажі часто кажуть йому, який він особливий і хоробрий, незважаючи на те, що його сили даруються магічним амулетом, не випливаючи з якихось особливих якостей Зака». Серіал повторює формулу мультсеріалів 1980-х років, як-от «Хі-мен», запозичуючи звідти як найкращі, так і найгірші деталі.

## Зауваги
1. ↑  Імена всіх головних героїв у оригіналі починаються на букву C («Сі»), українською — на К. В українському озвученні Зак зарахований до цього переліку як Капітан, а «Хаос» — як Корабель. Англійською назва команди «The Seven Cs» співзвучна до «The Seven Seas» — «Сім морів».